# Yvonne Wood
Pour les articles homonymes, voir Wood.
Yvonne Wood est une costumière américaine, née le 27 septembre 1914 à Los Angeles (Californie), morte le 14 janvier 1999 à Solvang (Californie).

## Biographie
Au cinéma, Yvonne Wood débute comme costumière du film musical Banana Split de Busby Berkeley (avec Alice Faye et Carmen Miranda), sorti en 1943. Jusqu'en 1981, elle contribue à près de soixante-dix films américains (dont des westerns), auxquels s'ajoute la coproduction franco-italo-américano-mexicaine La Bataille de San Sebastian d'Henri Verneuil (1968, avec Anthony Quinn et Charles Bronson).
Parmi les autres acteurs qu'elle habille, citons Yvonne De Carlo (ex : Casbah de John Berry en 1948), Maureen O'Hara (ex. : Bagdad de Charles Lamont en 1949), Shelley Winters (ex. : Winchester '73 d'Anthony Mann en 1950), John Wayne (ex. : Le Conquérant de Dick Powell en 1956), ou encore Marlon Brando (La Vengeance aux deux visages de Marlon Brando en 1961).
Pour la télévision, Yvonne Wood contribue entre 1963 et 1980 à trois téléfilms et douze séries, dont Les Têtes brûlées (épisode pilote, 1976) et surtout Quincy (quarante-sept épisodes, 1978-1980).

## Filmographie partielle

### Cinéma
(films américains, sauf mention complémentaire)
- 1943 : Banana Split (The Gang's All Here) de Busby Berkeley
- 1944 : Greenwich Village de Walter Lang
- 1944 : Tampico, de Lothar Mendes
- 1945 : Les Sacrifiés (They Were Expendable) de John Ford et Robert Montgomery
- 1945 : Molly and Me de Lewis Seiler
- 1945 : Une cloche pour Adano (A Bell of Adano) d'Henry King
- 1947 : La Belle Esclave (Slave Girl) de Charles Lamont
- 1947 : Et tournent les chevaux de bois (Ride the Pink Horse) de Robert Montgomery
- 1947 : Schéhérazade (Song of Scheherazade) de Walter Reisch
- 1948 : Bandits de grands chemins (Black Bart) de George Sherman
- 1948 : Casbah de John Berry
- 1948 : Le Sang de la terre (Tap Roots) de George Marshall
- 1948 : Le Barrage de Burlington (River Lady) de George Sherman
- 1949 : La Belle Aventurière (The Gal Who Took the West) de Frederick De Cordova
- 1949 : Pour toi j'ai tué (Criss Cross) de Robert Siodmak
- 1949 : Bagdad de Charles Lamont
- 1949 : La Fille des prairies (Calamity Jane and Sam Bass) de George Sherman
- 1950 : Tripoli de Will Price
- 1950 : La Fille des boucaniers (Buccaneer's Girl) de Frederick De Cordova
- 1950 : La Femme sans loi (Frenchie) de Louis King
- 1950 : Sur le territoire des Comanches (Comanche Territory) de George Sherman
- 1950 : Winchester '73 d'Anthony Mann
- 1952 : La Madone du désir (The San Francisco Story) de Robert Parrish
- 1953 : Fort Alger (Fort Algiers) de Lesley Selander
- 1954 : La Grande Nuit de Casanova (Casanova's Big Night) de Norman Z. McLeod
- 1955 : Le Bouffon du roi (The Court Jester) de Melvin Frank et Norman Panama
- 1956 : Le Conquérant (The Conqueror) de Dick Powell
- 1958 : Les Grands Espaces (The Big Country) de William Wyler
- 1958 : L'Homme de l'Ouest (Man of the West) d'Anthony Mann
- 1961 : La Vengeance aux deux visages (One-Eyed Jacks) de Marlon Brando
- 1966 : La Bataille de la vallée du diable (Duel at Diablo) de Ralph Nelson
- 1968 : Les Cinq Hors-la-loi (Firecreek) de Vincent McEveety
- 1968 : La Bataille de San Sebastian d'Henri Verneuil (film franco-italo-américano-mexicain)
- 1970 : Attaque au Cheyenne Club (The Cheyenne Social Club) de Gene Kelly
- 1972 : Juge et Hors-la-loi (The Life and Times of Judge Roy Bean) de John Huston
- 1973 : Échec à l'organisation (The Outfit) de John Flynn
- 1982 : Chicanos Story (Zoot Suit), de Luis Valdez

### Télévision
- 1972 : Night of Terror, téléfilm de Jeannot Szwarc
- 1976 : Les Têtes brulées (Baa Baa Black Sheep), série
  - Saison 1, épisode 1 (pilote) Flying Misfits de Russ Mayberry
- 1979 : Captain America 2 (Captain America II : Death Too Soon), téléfilm d'Ivan Nagy
- 1978-1980 : Quincy (Quincy, M.E.), série
  - Saison 4 à 6, 47 épisodes

## Galerie de costumes

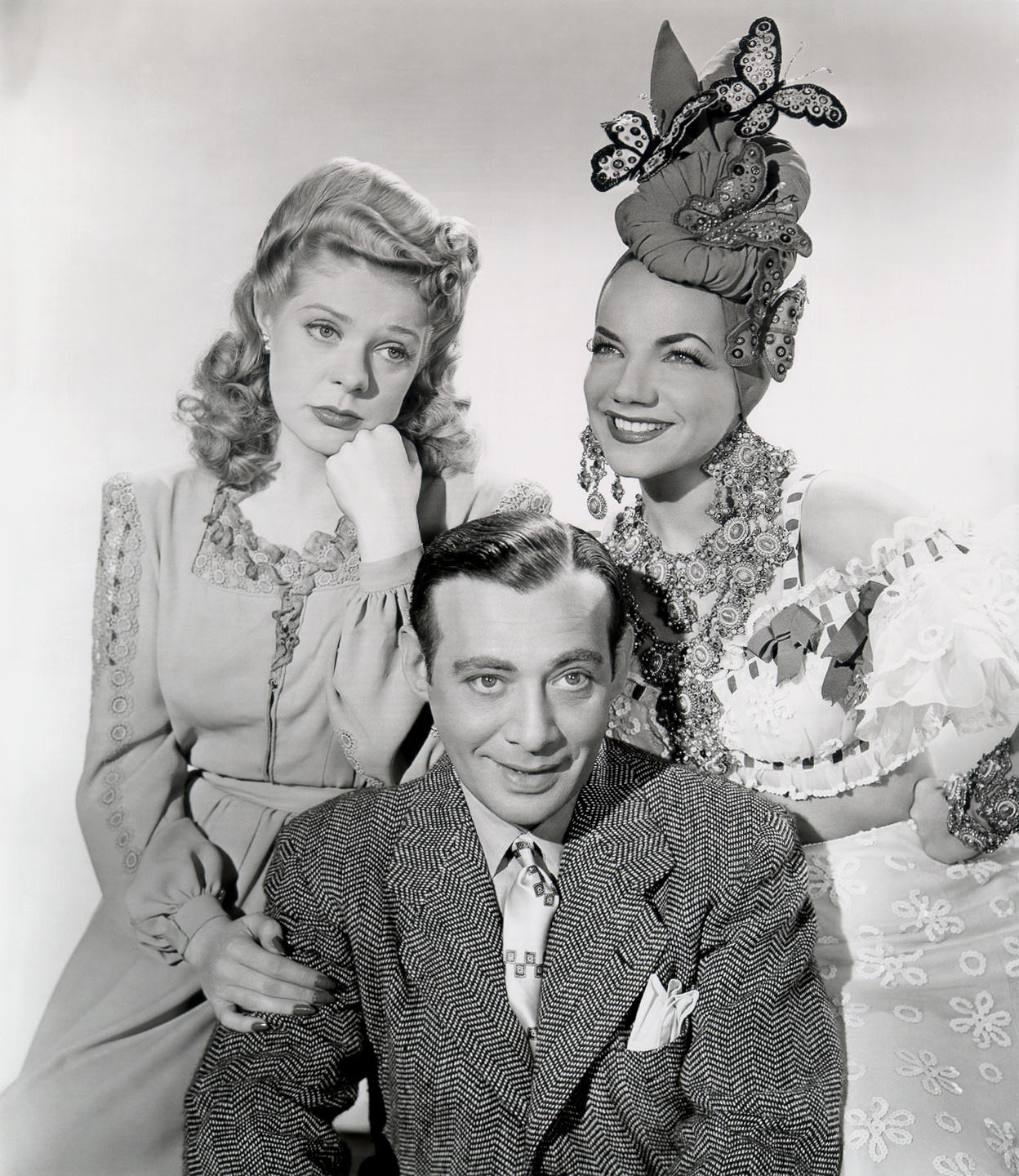
Banana Split (1943) : Alice Faye, Phil Baker et Carmen Miranda, de g. à d. (photo promotionnelle)
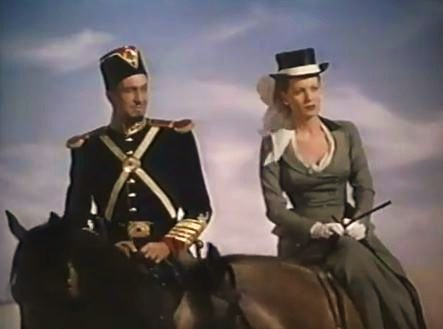
Bagdad (1949) : Vincent Price et Maureen O'Hara
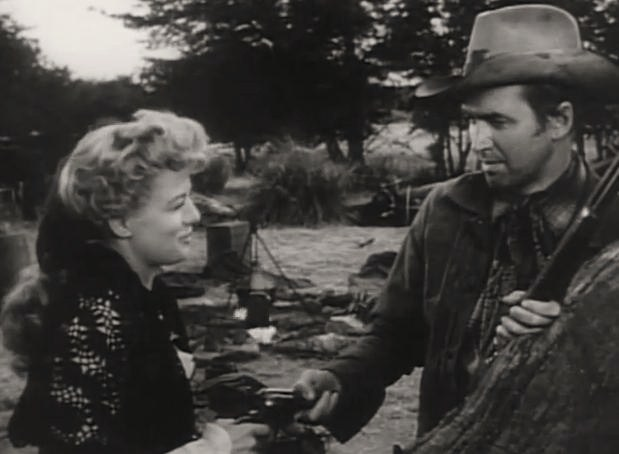
Winchester '73 (1950) : Shelley Winters et James Stewart
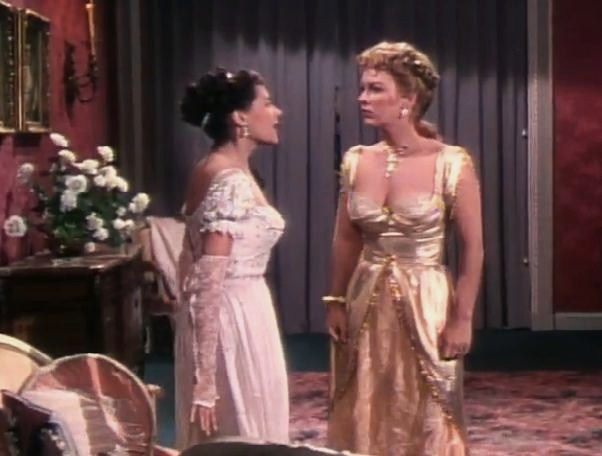
La Fille des boucaniers (1950) : Yvonne De Carlo (à g.) et Andrea King